# 572 до н. е.
572 до н. е. — рік до юліанського римського календаря. Також відомий як рік 182 Ab Urbe condita.

## Події
- 52-і Олімпійські ігри.
- Зруйнована Піса в Еліді.